# Pascal Assathiany
Pascal Assathiany, C.Q. est un éditeur québécois né à Paris en 1946. Il fonde en 1974 la compagnie Diffusion Dimédia et devient en 1989 directeur général des Éditions du Boréal.

## Décorations
- Chevalier de l'Ordre national du Québec (2002)
- Officier de l'ordre des Arts et des Lettres (2013)[1]
  - chevalier en 2000
- Chevalier de l'Ordre de Montréal (2018)[2]